# Табановићи
Табановићи су насеље у Србији у општини Пожега у Златиборском округу. Према попису из 2022. било је 107 становника. Налази се на пола пута између Лорета и Јелен-Дола, до којег се може стићи (сада већ прилично зараслим) путем.
У селу је некада постојала школа (зграда школе и даље постоји), али је после Другог светског рата пребачена у Добрињу. Цело село слави Ђурђевдан.

## Демографија
У насељу Табановићи живи 103 пунолетна становника, а просечна старост становништва износи 38,6 година (36,3 код мушкараца и 40,8 код жена). У насељу има 40 домаћинстава, а просечан број чланова по домаћинству је 3,43.
Ово насеље је у потпуности насељено Србима (према попису из 2002. године).
|  |

| Демографија | Демографија | Демографија |
| Година      | Становника  | Становника  |
| ----------- | ----------- | ----------- |
| 1948.       | 266         |             |
| 1953.       | 243         |             |
| 1961.       | 207         |             |
| 1971.       | 200         |             |
| 1981.       | 143         |             |
| 1991.       | 132         | 132         |
| 2002.       | 137         | 137         |

| Етнички састав према попису из 2002.‍ | Етнички састав према попису из 2002.‍ | Етнички састав према попису из 2002.‍ | Етнички састав према попису из 2002.‍ | Етнички састав према попису из 2002.‍ |
| ------------------------------------ | ------------------------------------ | ------------------------------------ | ------------------------------------ | ------------------------------------ |
|                                      |                                      |                                      |                                      |                                      |
| Срби                                 | Срби                                 |                                      | 137                                  | 100,0%                               |
| непознато                            | непознато                            |                                      | 0                                    | 0,0%                                 |

| Година пописа     | 1948. | 1953. | 1961. | 1971. | 1981. | 1991. | 2002. |
| ----------------- | ----- | ----- | ----- | ----- | ----- | ----- | ----- |
| Број домаћинстава | 44    | 43    | 46    | 42    | 39    | 38    | 40    |

| Број чланова      | 1  | 2 | 3 | 4 | 5 | 6 | 7 | 8 | 9 | 10 и више | Просек |
| ----------------- | -- | - | - | - | - | - | - | - | - | --------- | ------ |
| Број домаћинстава | 11 | 6 | 5 | 3 | 8 | 4 | 2 | 0 | 1 | 0         | 3,43   |

| Пол    | Укупно | Неожењен/Неудата | Ожењен/Удата | Удовац/Удовица | Разведен/Разведена | Непознато |
| ------ | ------ | ---------------- | ------------ | -------------- | ------------------ | --------- |
| Мушки  | 50     | 10               | 34           | 3              | 3                  | 0         |
| Женски | 54     | 4                | 32           | 18             | 0                  | 0         |
| УКУПНО | 104    | 14               | 66           | 21             | 3                  | 0         |

| Пол    | Укупно                    | Пољопривреда, лов и шумарство | Рибарство                            | Вађење руде и камена | Прерађивачка индустрија       |
| ------ | ------------------------- | ----------------------------- | ------------------------------------ | -------------------- | ----------------------------- |
| Мушки  | 37                        | 33                            | 0                                    | 0                    | 3                             |
| Женски | 22                        | 17                            | 0                                    | 0                    | 2                             |
| УКУПНО | 59                        | 50                            | 0                                    | 0                    | 5                             |
| Пол    | Производња и снабдевање   | Грађевинарство                | Трговина                             | Хотели и ресторани   | Саобраћај, складиштење и везе |
| Мушки  | 0                         | 0                             | 0                                    | 1                    | 0                             |
| Женски | 0                         | 0                             | 1                                    | 0                    | 0                             |
| УКУПНО | 0                         | 0                             | 1                                    | 1                    | 0                             |
| Пол    | Финансијско посредовање   | Некретнине                    | Државна управа и одбрана             | Образовање           | Здравствени и социјални рад   |
| Мушки  | 0                         | 0                             | 0                                    | 0                    | 0                             |
| Женски | 0                         | 0                             | 0                                    | 2                    | 0                             |
| УКУПНО | 0                         | 0                             | 0                                    | 2                    | 0                             |
| Пол    | Остале услужне активности | Приватна домаћинства          | Екстериторијалне организације и тела | Непознато            | Непознато                     |
| Мушки  | 0                         | 0                             | 0                                    | 0                    | 0                             |
| Женски | 0                         | 0                             | 0                                    | 0                    | 0                             |
| УКУПНО | 0                         | 0                             | 0                                    | 0                    | 0                             |